# 둘콰르 살만

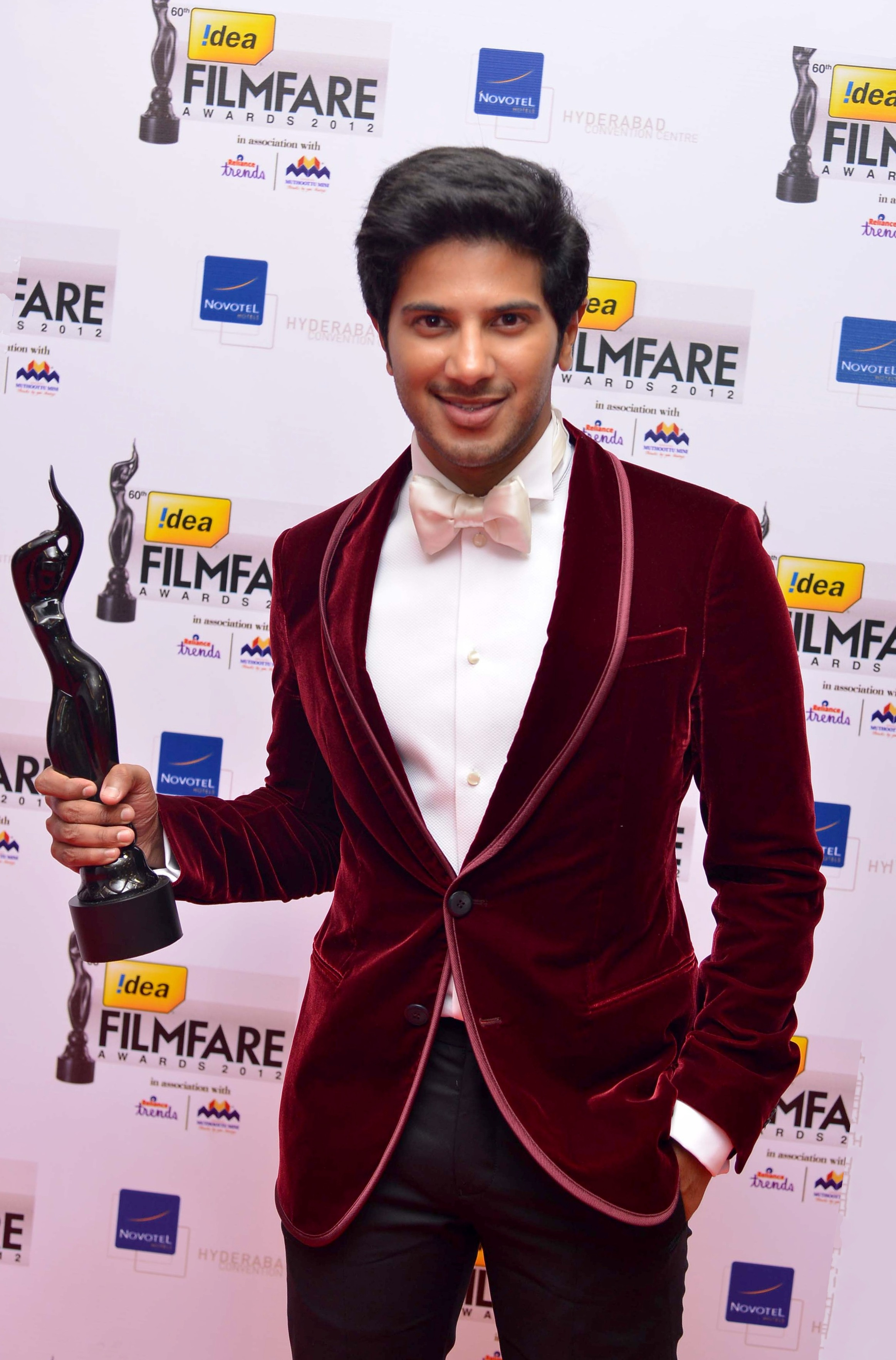

둘콰르 살만(Dulquer Salmaan, 1986년 7월 28일 ~ )은 인도의 배우, 사업가이다.
코치에서 태어났다.

## 영화
- 마하나티 (2018년)
- 캄마티 파탐 (2016년)
- 100 데이즈 오브 러브 (2015년)
- 소중한 내 사랑  (2015년)
- 벵갈로르 데이즈 (2014년)
- 미 (2014년)
- 유스타드 호텔 (2012년)